# Fourme d'Ambert
Fourme d'Ambert je polotvrdý francouzský modrý sýr. Jedná se o jeden z nejstarších francouzských sýrů, pocházející již ze starořímských dob. Vyrábí se ze syrového kravského mléka z oblasti Auvergne ve Francii s výrazným, úzkým válcovitým tvarem.
Téměř identický je sýr Fourme de Montbrison, oba byly chráněny stejným AOC od roku 1972 do roku 2002, kdy byl každý uznán jako svůj vlastní sýr s malými rozdíly ve výrobě. Podobu sýra lze nalézt vytesanou nad vchodem do středověké kaple v La Chaulme, Puy-de-Dôme.

## Výroba
Polotvrdý sýr se naočkuje sporami Penicillium roqueforti a zraje po dobu nejméně 28 dnů.

## Galerie

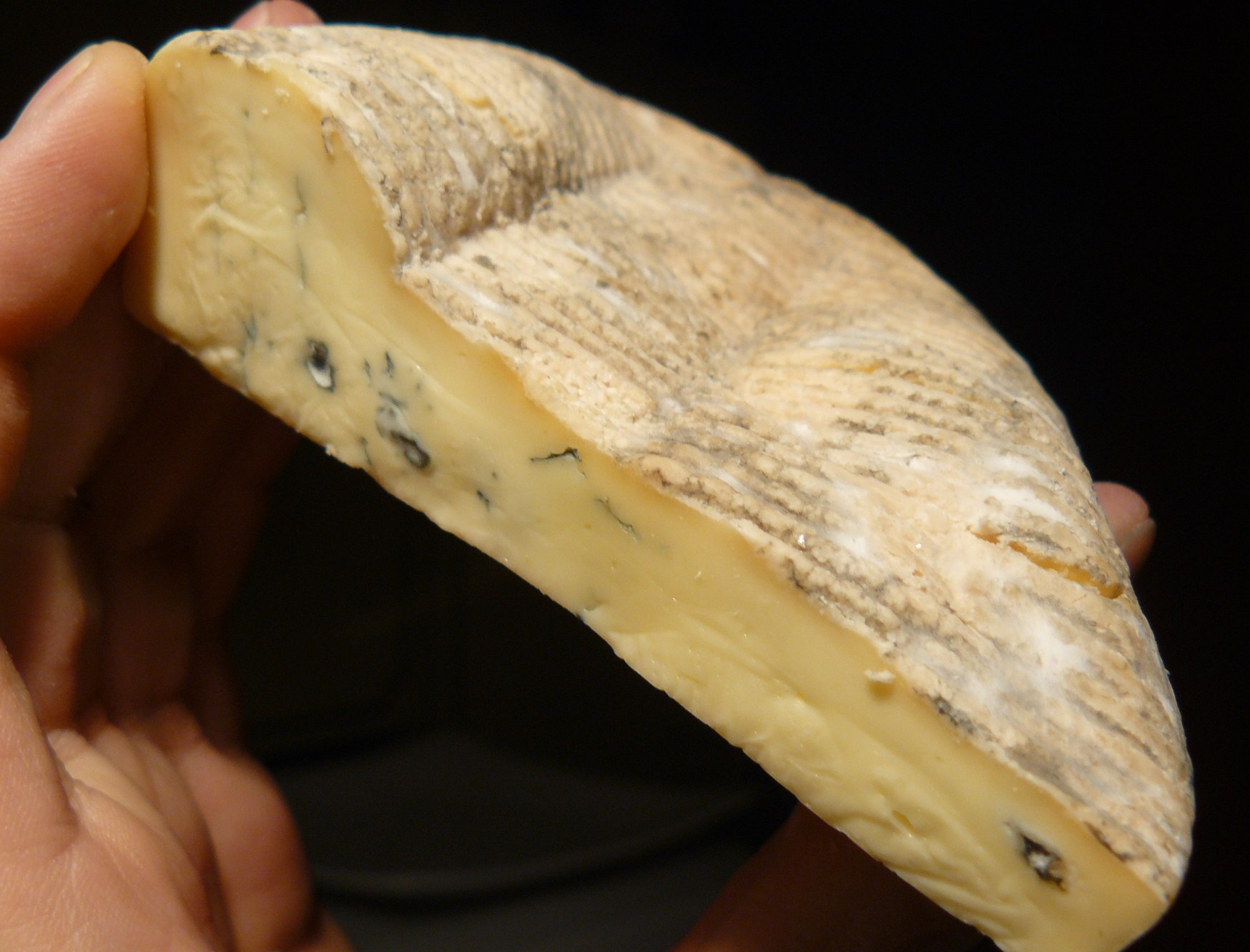
Výseč
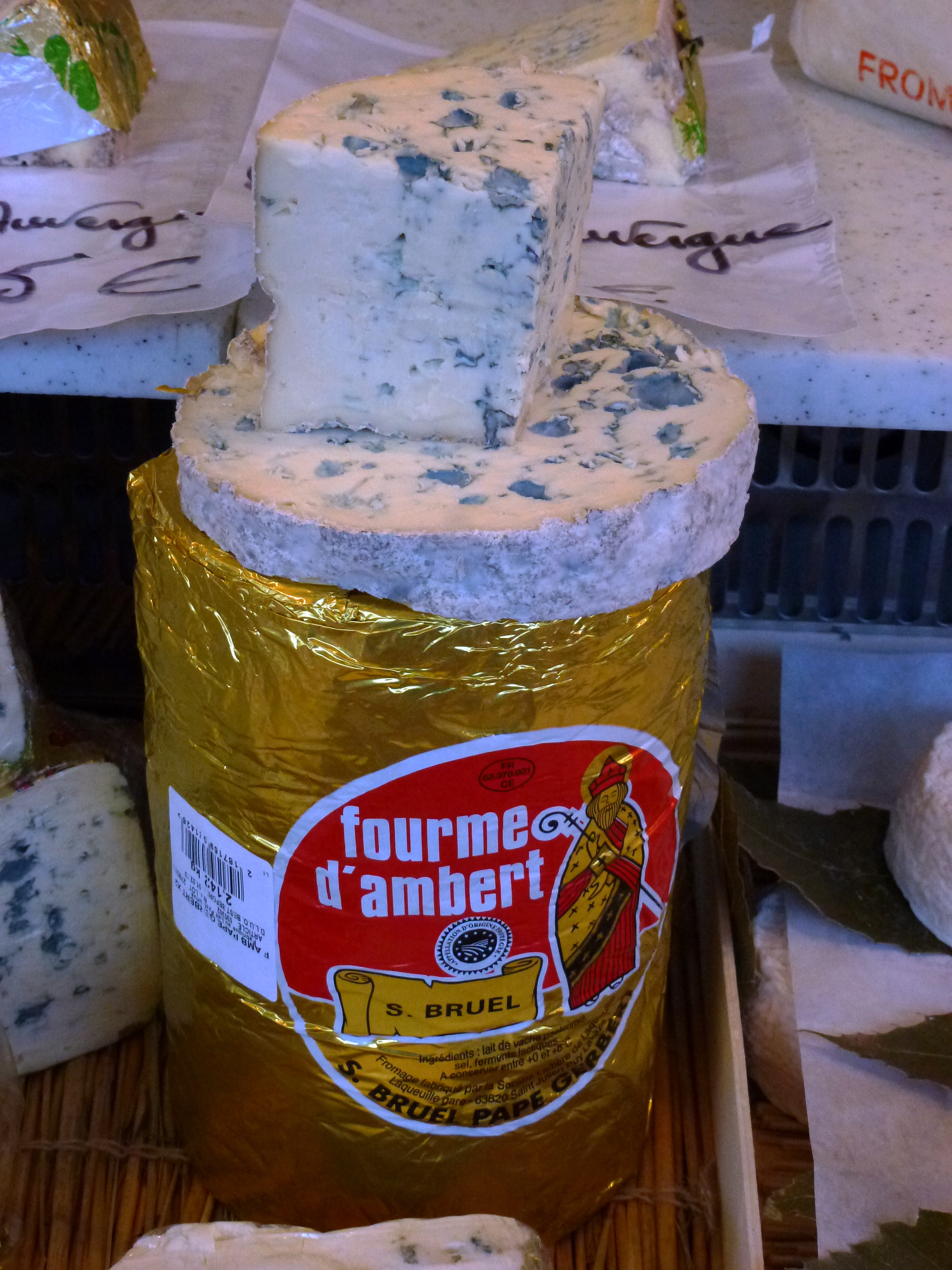
Válcovité balení sýra
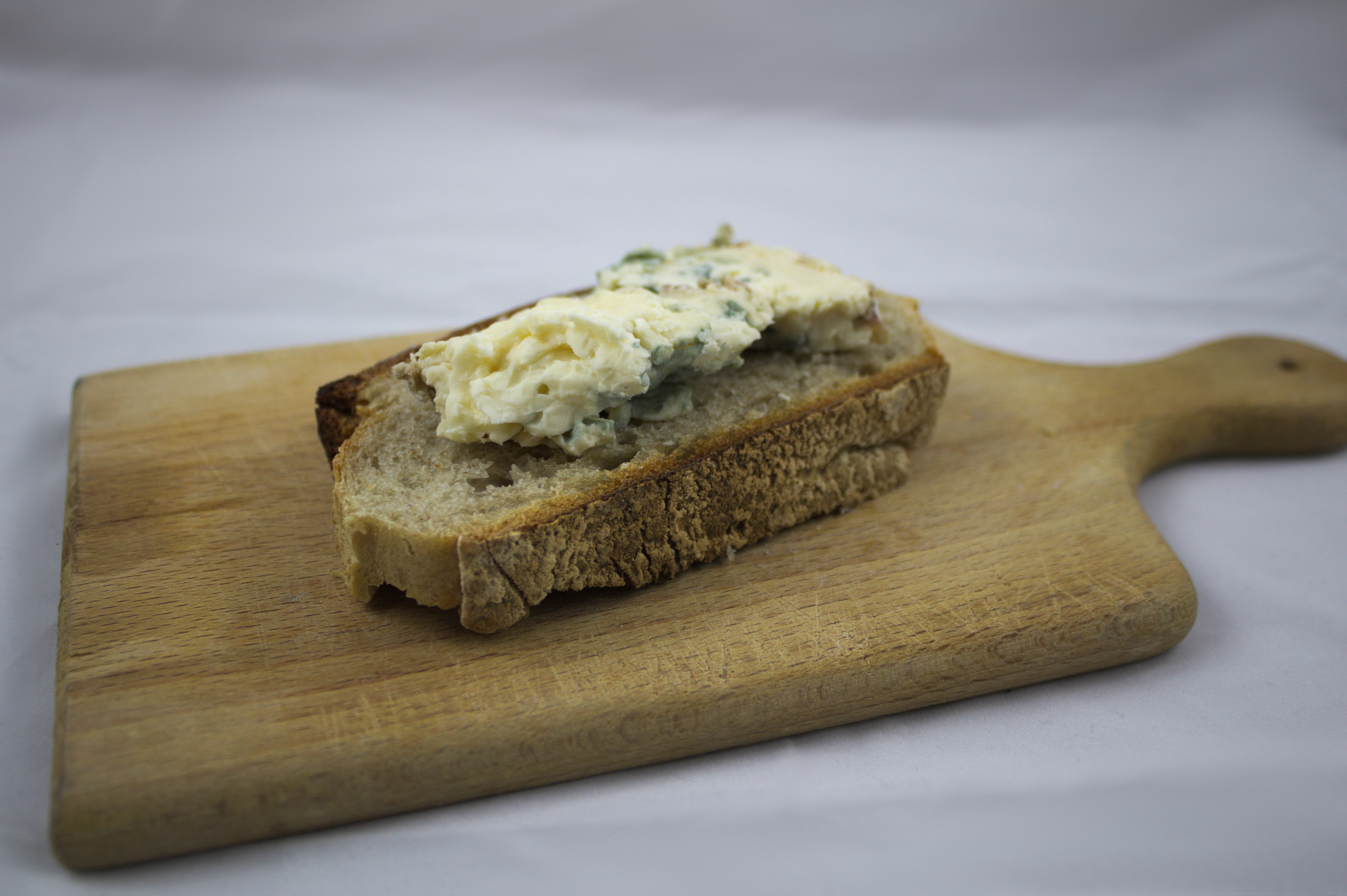
Příklad servírování na chlebu
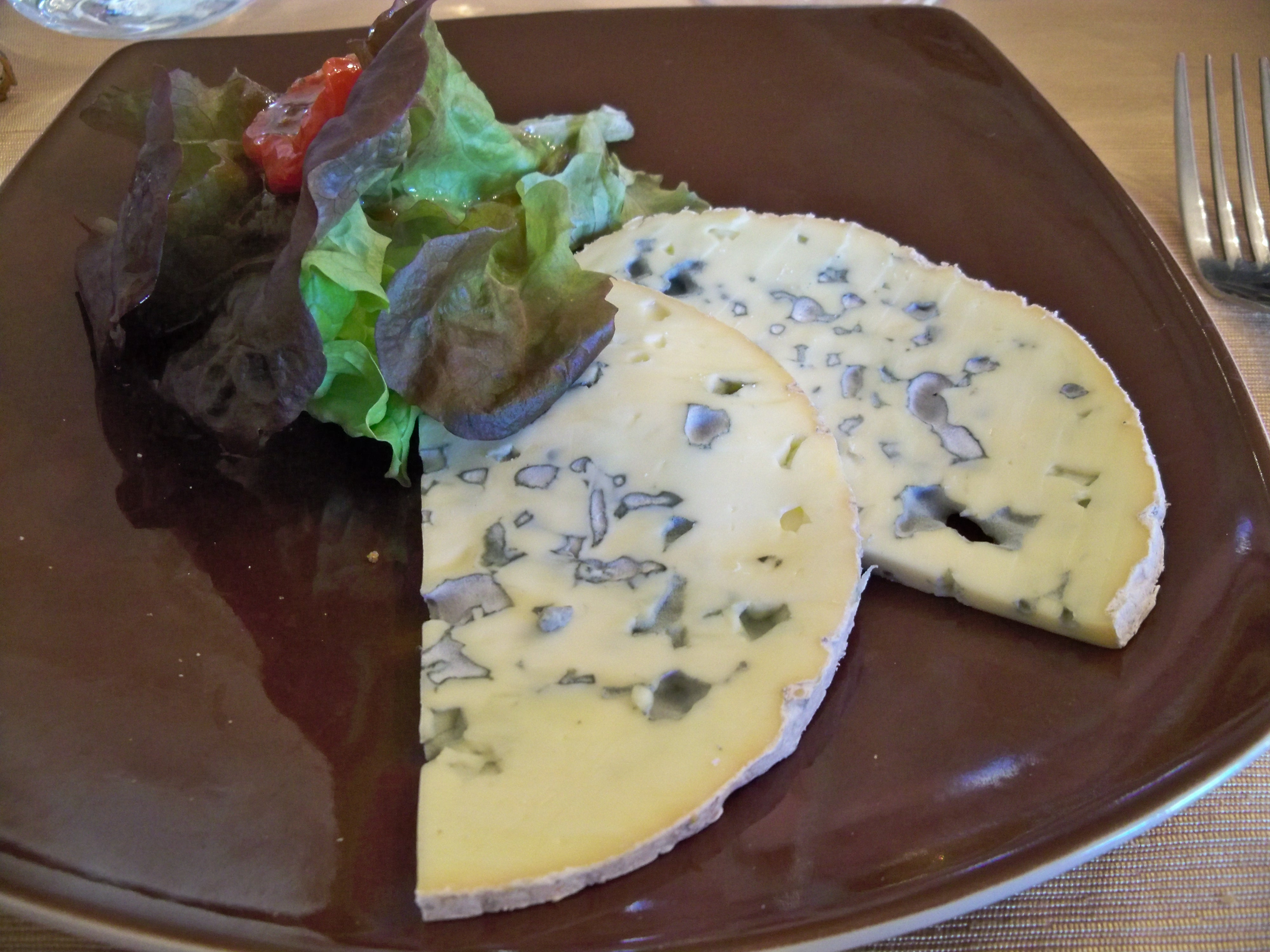
Fourme d'Ambert